# Anomala villosella
Anomala villosella är en skalbaggsart som beskrevs av Blanchard 1851. Anomala villosella ingår i släktet Anomala och familjen Rutelidae. Inga underarter finns listade i Catalogue of Life.